# 聖徳大学附属取手聖徳女子中学校・高等学校
聖徳大学附属取手聖徳女子中学校・高等学校（せいとくだいがくふぞくとりでせいとくじょしちゅうがっこう・こうとうがっこう、英語: Toride Seitoku Junior and Senior High School）は、茨城県取手市山王に位置する女子のみの私立中学校・高等学校。聖徳大学の附属学校である。通称は「取手聖徳（とりでせいとく）」。
聖徳大学附属取手聖徳女子中学校は、2023年3月に最後の在学生が卒業した後、2023年度から休止している。

## 沿革
- 1933年 川並香順・孝子夫妻により東京市大森区（現在の東京都大田区）に聖徳家政学院を設立。

（この間の沿革は学校法人東京聖徳学園#沿革の項を参照）
- 1982年 - 学園創立50周年記念事業として茨城県北相馬郡藤代町（現在の取手市）山王に高等学校と中学校の設置を決定。校舎建設。
- 1983年 - 聖徳学園短期大学附属聖徳高等学校（普通科・音楽科）が開校。
- 1984年 - 聖徳学園短期大学附属聖徳中学校が開校。
- 1986年 - 普通科に英語コース、体育コースを新設。
- 1988年 - 普通科の英語コース、体育コースが英語科、体育科として認可される。生徒寮「聖徳学園和弘寮」完成。
- 1990年 - 聖徳大学開学にともない聖徳大学附属聖徳中学校・高等学校に改称。
- 1997年 - 制服が改定される（森英恵によるデザイン。先代の制服も森英恵デザイン）。中学校に音楽コース、高等学校普通科に特別進学コースを新設。
- 2000年 - 英語科の募集を停止。
- 2002年 - 高大連携授業開始。
- 2005年 - 高等学校普通科に児童保育コースを新設。
- 2010年 - 聖徳大学附属取手聖徳女子中学校・高等学校に改称。高等学校体育科の募集を停止。高等学校普通科を、特別進学コース（1 - 3年次）、総合進学コース（1年次のみ、2年次より進学コース・児童保育進学コース・スポーツアドバンスコース）に改編。新たな女子教育プログラム「女性キャリア」講座をスタート、この分野では全国初となる「教育課程特例校」として文部科学大臣より指定を受ける。
- 2018年 - 制服が改定される（渡辺弘二によるデザイン）。
- 2019年 - 経営資源と教育力を松戸校へ統合することを目標として、中学校は2021年度、高等学校は2024年度以降の生徒募集を「休止」[注釈 1]することを公表[7]。
- 2020年 - 和弘寮が閉鎖（3月末）[8]。高等学校普通科[注釈 2]に吹奏楽コースを新設[9]。
- 2021年 - 2021年入学生より中学校の生徒募集を「休止」。高等学校については、2024年度までは生徒募集を実施し、2025年度以降については審議を継続することを公表[10]。
- 2023年
  - 3月 - 中学校を休止する。
  - 6月 - 高等学校の生徒募集を2025年度以降も継続することと、2024年度から普通科に児童保育コースと看護コースを新設することを公表[3]。
- 2024年 - 普通科に児童保育コースと看護コースを新設。

## 教育組織
次の教育組織がある。
- 普通科
  - 吹奏楽コース
  - 児童保育コース
  - 看護コース

かつてあったコース
- 特別進学コース（国公立・難関私大に進学）
- 総合進学コース（2年次より以下3コースに分かれる）
- 進学コース（聖徳大学・聖徳大学短期大学部または他私立大学に進学）
- 児童保育進学コース（将来の保育士・幼稚園教諭志望者で聖徳大学児童学部・聖徳大学短期大学部保育科のいずれかに進学）
- スポーツアドバンスコース（前身は体育科。学校体育教員や社会体育のリーダーをめざす。以下の6つの専攻がある）

- 陸上・駅伝
- 水泳
- 新体操
- ダンス
- バスケットボール
- 総合スポーツ専攻（バレーボール、ソフトボール、柔道、硬式テニス）

- 音楽科（8専攻）
  - ピアノ
  - 声楽
  - 管楽器
  - 弦楽器
  - 打楽器
  - 電子オルガン
  - 作曲
  - 箏曲

中学校
2023年の休止前の時点で以下のコースがあった。
- 特別進学コース（2年次より）
- 進学コース
- 音楽コース

## 特色ある教育
女性キャリア
文部科学大臣より教育課程特例校に指定され、2010年4月から特別な教育課程「女性キャリア」としてスタートした。男女共同参画社会進展を謳いながらも、日本独特の社会意識（「女の子だからこれぐらいでいい」など）の中で、自分自身も周りも気がつかないうちに制限されてしまいがち（共学校では特に顕著）な女子の可能性の前に立ちはだかる一切の壁を取り払うことを目的に設置した。取手聖徳が掲げる2つの約束「学力伸長」「女子教育」の柱の1つである学力を大きく伸ばすことにより、選択肢は広がっていくが、その中から正しい選択肢を選ぶための力をつけていくことが目標である。プログラム内容は、すべて女性キャリア委員会の教員によるオリジナルである。
礼法
全学年、全学科、全コース（かつては中学校でも）で小笠原流礼法を週1回、1時間の必修の授業として取り入れている。卒業時には履歴書に資格・特技として記載できる許状として中学校では「小笠原流礼法若紫の傳（でん）」、高等学校では「小笠原流礼法花鬘（かづら）の傳」、さらに上級の試験に合格すると「小笠原流礼法花鬘の正傳」が授与される。
シリーズコンサート
礼法教育と同様に必修である。全生徒が原則として1年に3回ほど聖徳大学の敷地内にある川並記念講堂に赴く。
ここではオーケストラや合唱団の鑑賞や映画鑑賞会などが行われる。今までに、ウィーン少年合唱団などもここでコンサートを行っている。
希望を出せば、指定されたコンサート以外にも行くことができる。

## 交通
- 取手駅・藤代駅・守谷駅・湖北駅・梅郷駅・成田駅など10駅からスクールバス

路線バスは、関東鉄道バス「山王局」停留所が最寄り（学校まで徒歩15分）で、取手駅西口・守谷駅東口から出ている。

## 系列校
- 光英VERITAS中学校・高等学校（旧：聖徳大学附属女子中学校・高等学校、千葉県松戸市秋山） - 学園創立50周年記念事業として本校とともに開校した。教職員、生徒はこの学校のことを所在地から「秋山」と呼んでいる。2021年度から男女共学化。

## 著名な出身者
- 大崎千聖 - 陸上競技選手
- 合田智子 - 元女子プロ野球選手
- 為近あんな - 元グラビアアイドル
- 山口真未 - 元女子競輪選手[15]
- 石井めぐみ - 参議院議員、元取手市議会議員